# Akito Watabe
Akito Watabe (渡部 暁斗?, Watabe Akito; Hakuba, 26 maggio 1988) è un combinatista nordico giapponese.
È fratello di Yoshito, a sua volta combinatista nordico di alto livello.

## Biografia
Akito Watabe esordisce nel Circo bianco il 12 marzo 2005 disputando una gara sprint HS100/7,5 km, valida ai fini della Coppa del Mondo B, giungendo 43º. L'anno seguente, ai Mondiali juniores di Kranj 2006 conquista la medaglia d'argento nella stessa disciplina.
In Coppa del Mondo debutta il 18 marzo 2006, a Sapporo, chiudendo al 19º della partenza in linea HS134/10 km, si aggiudica il primo podio il 30 gennaio 2010 nell'individuale Gundersen HS100/10 km di Seefeld in Tirol, piazzandosi terzo, e la prima vittoria il 5 febbraio 2011, in Val di Fiemme, precedendo Mikko Kokslien e Bill Demong.
In carriera ha preso parte a cinque edizioni dei Giochi olimpici invernali, Torino 2006 (19º nella sprint), Vancouver 2010 (21º nel trampolino normale, 9º nel trampolino lungo, 6º nella gara a squadre), Soči 2014 (2º nel trampolino normale, 6º nel trampolino lungo, 5º nella gara a squadre), Pyeongchang 2018 (2º nel trampolino normale, 5º nel trampolino lungo, 4º nella gara a squadre) e Pechino 2022 (medaglia di bronzo nel trampolino lungo e nella gara a squadre, 7º nel trampolino normale), e a dieci dei Campionati mondiali, vincendo cinque medaglie. Nella stagione 2017-2018 si è aggiudicato la Coppa del Mondo generale.

## Palmarès

### Olimpiadi
- 4 medaglie:
  - 2 argenti (trampolino normale a Soči 2014; trampolino normale a Pyeongchang 2018)
  - 2 bronzi (trampolino lungo, gara a squadre a Pechino 2022)

### Mondiali
- 5 medaglie:
  - 1 oro (gara a squadre a Liberec 2009)
  - 1 argento (trampolino lungo a Lahti 2017)
  - 3 bronzi (sprint a squadre dal trampolino lungo a Lahti 2017; trampolino normale a Seefeld in Tirol 2019; trampolino lungo a Oberstdorf 2021)

### Mondiali juniores
- 1 medaglia:
  - 1 argento (sprint HS109/5 km a Kranj 2006)

### Coppa del Mondo
- Vincitore della Coppa del Mondo nel 2018
- 79 podi (74 individuali, 5 a squadre):
  - 19 vittorie (individuali)
  - 31 secondi posti (30 individuali, 1 a squadre)
  - 29 terzi posti (25 individuali, 4 a squadre)

#### Coppa del Mondo - vittorie
| Data             | Località                | Nazione   | Trampolino             | Spec.        |
| ---------------- | ----------------------- | --------- | ---------------------- | ------------ |
| 5 febbraio 2012  | Val di Fiemme           | Italia    | Giuseppe Dal Ben HS134 | IN LH/10 km  |
| 18 febbraio 2012 | Klingenthal             | Germania  | Vogtland Arena HS140   | IN LH/10 km  |
| 26 febbraio 2012 | Liberec                 | Rep. Ceca | Ještěd HS100           | IN NH/10 km  |
| 9 marzo 2012     | Oslo Holmenkollen       | Norvegia  | Holmenkollen HS106     | IN NH/10 km  |
| 15 marzo 2014    | Falun                   | Svezia    | Lugnet HS100           | IN NH/10 km  |
| 6 marzo 2015     | Lahti                   | Finlandia | Salpausselkä HS130     | IN LH/10 km  |
| 14 marzo 2015    | Oslo Holmenkollen       | Norvegia  | Holmenkollen HS134     | IN 2LH/15 km |
| 11 febbraio 2017 | Sapporo                 | Giappone  | Ōkurayama HS134        | IN LH/10 km  |
| 11 marzo 2017    | Oslo Holmenkollen       | Norvegia  | Holmenkollen HS106     | IN NH/10 km  |
| 25 novembre 2017 | Kuusamo                 | Finlandia | Rukatunturi HS142      | IN LH/10 km  |
| 26 gennaio 2018  | Seefeld in Tirol        | Austria   | Toni Seelos HS109      | IN NH/5 km   |
| 27 gennaio 2018  | Seefeld in Tirol        | Austria   | Toni Seelos HS109      | IN NH/10 km  |
| 28 gennaio 2018  | Seefeld in Tirol        | Austria   | Toni Seelos HS109      | IN NH/15 km  |
| 3 febbraio 2018  | Hakuba                  | Giappone  | Hakuba HS134           | IN LH/10 km  |
| 10 marzo 2018    | Oslo Holmenkollen       | Norvegia  | Holmenkollen HS134     | IN LH/10 km  |
| 24 marzo 2018    | Schonach im Schwarzwald | Germania  | Langenwaldschanze H106 | IN NH/10 km  |
| 25 marzo 2018    | Schonach im Schwarzwald | Germania  | Langenwaldschanze H106 | IN NH/10 km  |
| 1º marzo 2020    | Lahti                   | Finlandia | Salpausselkä HS130     | IN LH/10 km  |
| 24 gennaio 2021  | Lahti                   | Finlandia | Salpausselkä HS130     | IN LH/10 km  |

Legenda:

IN = individuale Gundersen

NH = trampolino normale

LH = trampolino lungo